# Marialy Pacheco
Marialy Pacheco (* 4. Januar 1983 in Havanna, Kuba) ist eine in Deutschland lebende kubanische Jazzpianistin und Komponistin.

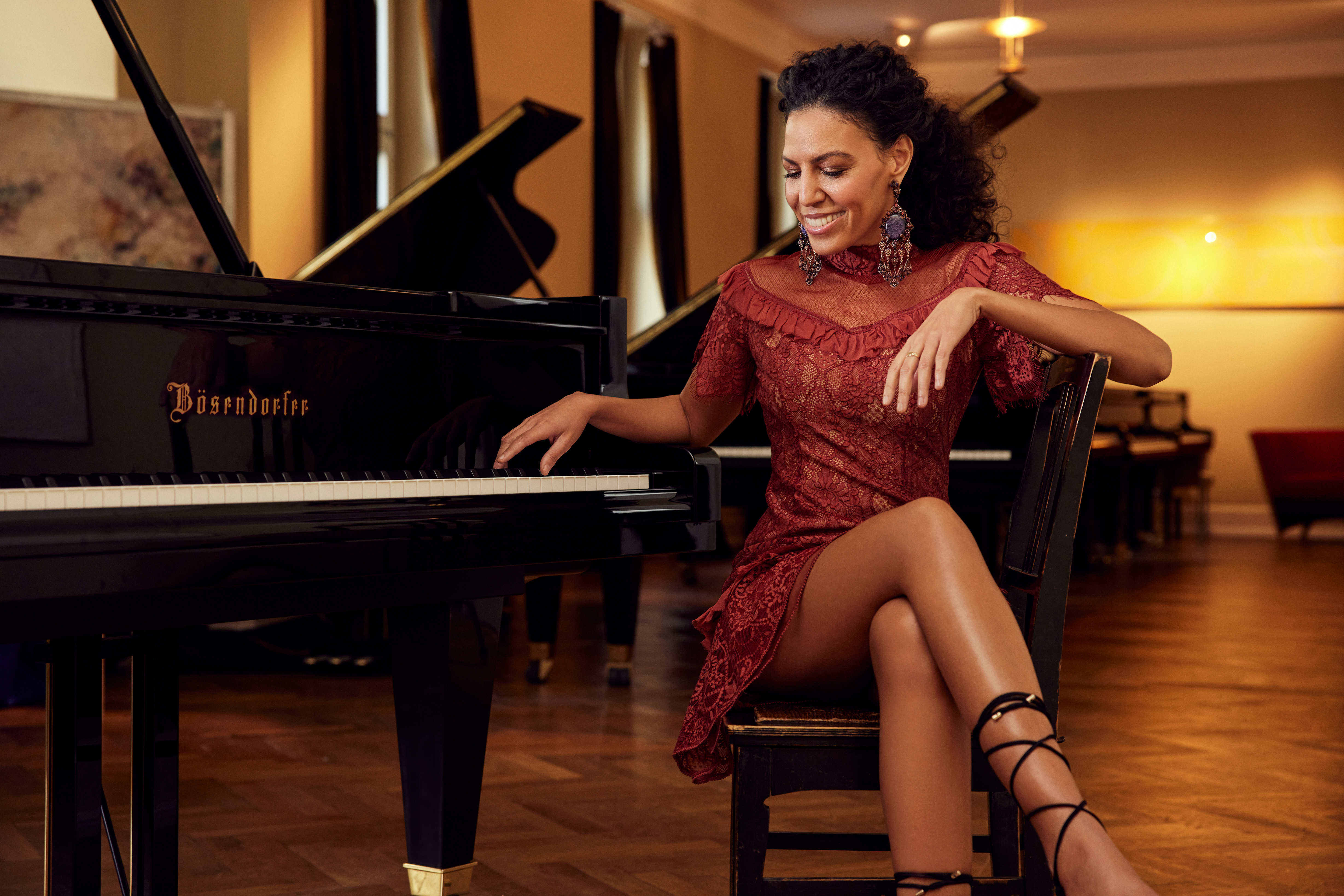
Marialy Pacheco am Bösendorfer Piano (2021)

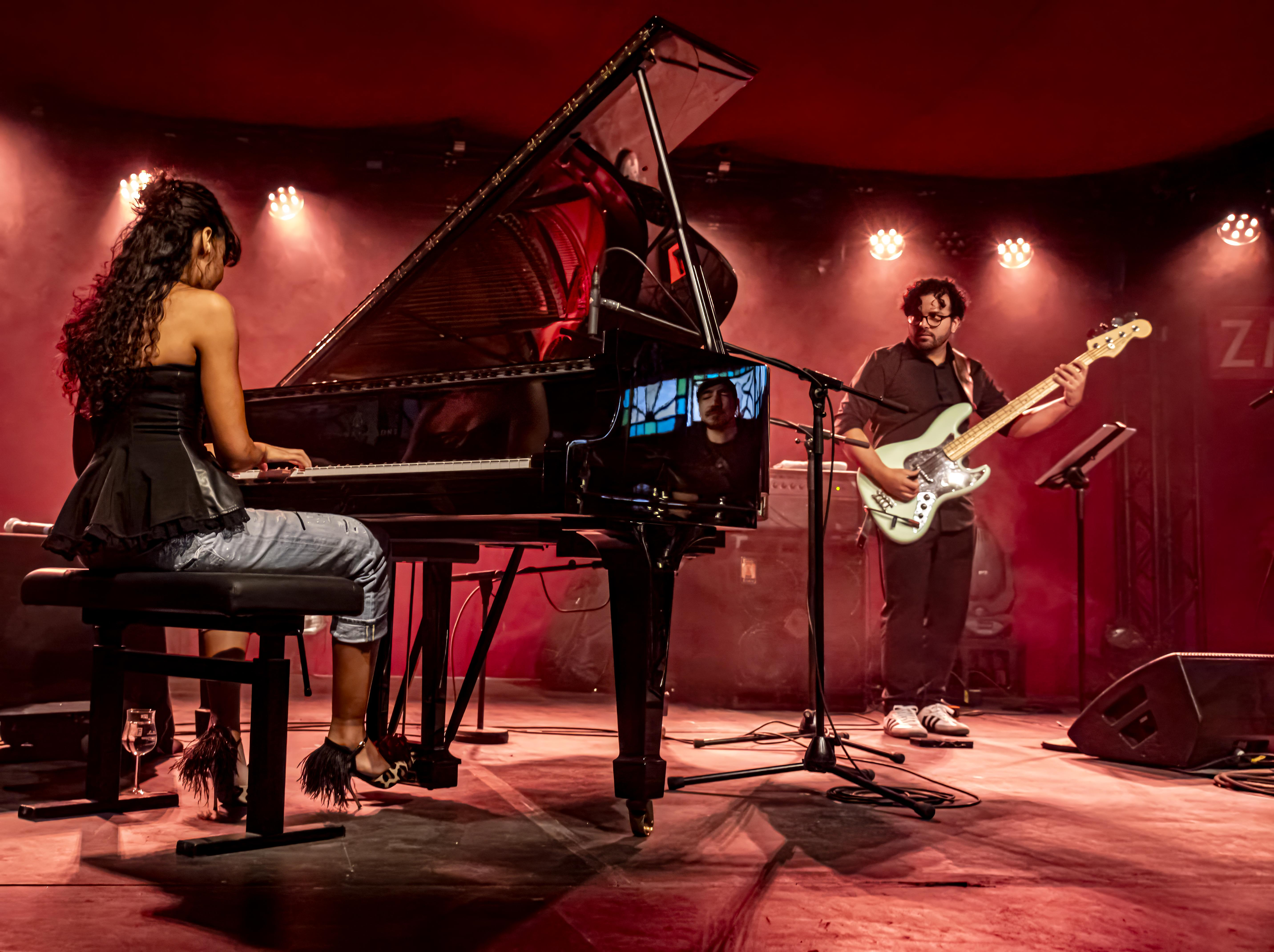
Marialy Pacheco am Steinway & Sons Flügel zusammen mit Juan Camillo Villa (Bass) und Miguel Altamar de la Torre (Schlagzeug) auf dem ZMF 2023

## Werdegang
Pacheco wuchs in einem musikalischen Umfeld auf. Beide Eltern sowie ihre Tante sind klassisch ausgebildete Musiker, sie selbst beginnt auf eigenes Drängen früh mit der musikalischen Ausbildung. 1990 wurde sie im Alter von sieben Jahren am Conservatorio Alejandro García Caturla (Havanna/Kuba) aufgenommen. Ihre weitere schulische und musikalische Ausbildung erhielt sie ab 1998 auf der Escuela Nacional de Artes (Havanna/Kuba), die sie 2002 als 19-Jährige mit Auszeichnung abschloss. Direkt im Anschluss nahm Marialy Pacheco bei Tulio Peramo Cabrera am Instituto Superior de Arte in Havanna ein dreijähriges Kompositionsstudium auf.
2004 reiste sie als Pianobegleitung des Chores ihrer Mutter mit zur Chorolympiade nach Bremen (Deutschland), wo sie gemeinsam zwei Goldmedaillen für ihre Vorträge gewannen.
Pacheco kehrte 2005 nach Deutschland zurück und nahm ihr erstes Trio-Album Bendiciones auf, dem 2006 mit Mi Azul und 2008 mit Destinos zwei weitere Alben folgten. 2008 gab sie als Gastsolistin zusammen mit dem australischen Gitarrenvirtuosen Tommy Emmanuel zwei Konzerte in Bremen (Glocke) und in Hamburg (Laeiszhalle).
Bis 2009 lebte Pacheco in Deutschland, folgte im März desselben Jahres einem Ruf nach Brisbane. 2011 veröffentlichte sie dort ihr Soloalbum Songs That I Love, ein one-take-recording aufgenommen im The Judith Wright Centre of Contemporary Arts in Brisbane. Es folgten Auftritte in Australien und Japan. 2012 nahm sie in Japan ihr Trio-Album Tokyo Call auf und kehrte für die Teilnahme an der „Piano Solo Competition“ im Rahmen des Montreux Jazz Festival nach Europa zurück. Als erste Frau gewann sie diesen Wettbewerb.

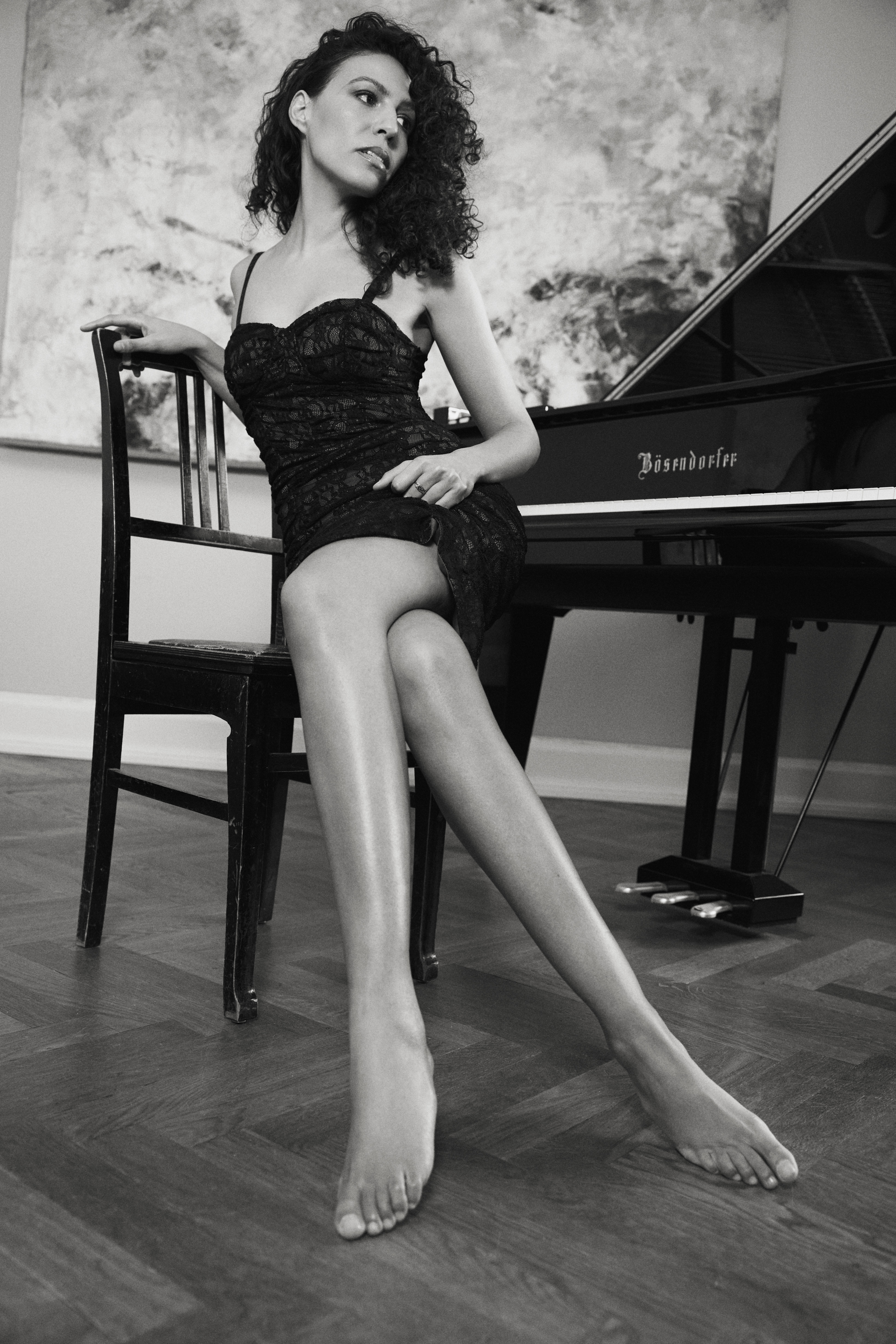
Marialy Pacheco (2021)

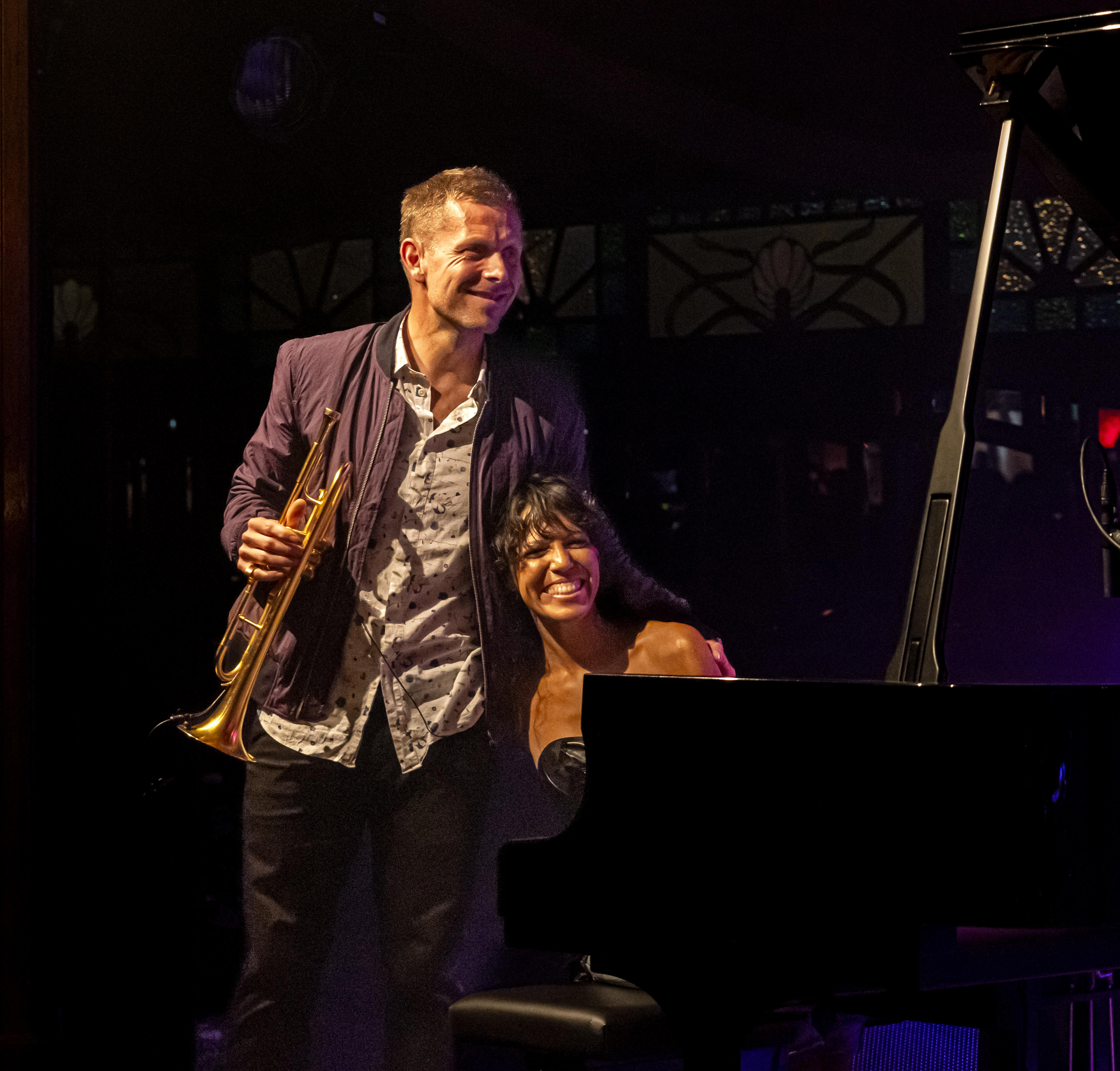
Marialy Pacheco und Nils Wülker auf dem ZMF (2023)

Im März 2013 übersiedelte Pacheco ganz nach Europa und hat seitdem ihren ersten Wohnsitz in Deutschland. Im Frühjahr 2014 veröffentlichte sie auf Neuklang ihr Trio-Album Introducing mit Juan Camilo Villa, Bass, und Miguel Altamar, Drums, als Gastmusiker sind mit dabei: Joo Kraus, Trompete, und Rhani Krija, Perkussion. Im Januar 2016 folgte ein limitiertes audiophiles Solo-Vinyl-Album, das als Live-Studiokonzert vor Publikum im analogen Aufnahmeverfahren produziert wurde.
Mit dem Filmorchester Babelsberg gastierte Pacheco als Solistin Anfang 2017 im Rahmen der Reihe „Ladies Jazz-Night“ im ausverkauften Nikolaisaal in Potsdam. Im April 2017 erschien das Album „Duets“, zu dessen Aufnahmen sie sich Lieblingsmusiker und Freunde ins Studio eingeladen hatte. Im Sommer 2017 gastierte sie erneut beim Montreux Jazz Festival und gab ihr Debüt im Ronnie Scott’s Jazz Club in London. Im September 2017 präsentierte Pacheco gemeinsam mit dem WDR-Funkhausorchester und Joo Kraus das Projekt „Danzon Cubano“, das beim Jazzfestival Viersen zur Aufführung kam und 2019 auf CD erschien. Im Duo mit Omar Sosa trat sie 2019 beim Rheingau Musik Festival auf, 2022 bei JazzBaltica.
2023 spielte sie im Rahmen einer Klassikmatinee des Zelt-Musik-Festivals ihr zwölftes Album Reload, als Gast war der deutsche Jazz-Trompeter Nils Wülker dabei.

## Diskografische Hinweise
- 2005 Bendiciones (Trio mit David Jehn, Bass, und Eddie Filipp, Drums) – Weltwunder Records
- 2006 Mi Azul (Solo-Album) – Weltwunder Records
- 2008 Destinos (Trio mit David Jehn, Bass, und Eddie Filipp, Drums) – Timeless Records
- 2012 Tokyo Call (Trio mit Ryn Kawamura, bass und Tappy Iwase, drums) – T-Toc Records, Japan
- 2014 Live at T-Toc Studio (Solo-Album) – T-Toc Records, Japan
- 2013 Marialy Pacheco, David Jehn: Play Compositions by Ingo Höricht: Ventana al Verano – Weltwunder Records
- 2014 Introducing (Trio mit Juan Camilo Villa, Bass, und Miguel Altamar, Drums, sowie Joo Kraus und Rhani Krija) – Neuklang
- 2016 Live Studio Konzert (Solo-Album) – Neuklang
- 2017 Duets (mit Hamilton de Holanda, Omar Sosa, Joo Kraus, Rhani Krija, Miguel Zenón und Max Mutzke) – Neuklang
- 2018 Danzon Cubano – Live in Viersen − Trio mit Juan Camilo Villa (Bass), Rodrigo Villalon (Drums), Joo Kraus (Trompete) −  WDR Funkhausorchester, Dirigent: Gordon Hamilton – Neuklang
- 2022: Omar Sosa & Marialy Pacheco: Manos − Skip
- 2022: Marialy Pacheco Trio: RELOAD − Wanderlust Recordings feat. Avishai Cohen Nils Wülker

## Auszeichnungen
- 2002: Gewinnerin als Pianistin des „Jo-Jazz“, Kuba (Jury-Vorsitz: Chucho Valdés)
- 2006: Zweiter Preis als Komponistin der Choral Gables Congretional Church, Florida für das Werk Guajira para Tulio für Streichorchester
- 2012: Gewinnerin der Parmigiani Jazz Solo Piano Competition im Rahmen des Montreux Jazz Festival. Als erste Frau überhaupt erhält sie diesen Preis. In der Begründung des Jury-Vorsitzenden Leszek Możdżer heißt es: „Deciding between the three contenders was tough. In the end, the contestants’ joy in performing and her authenticity guided our decision making.“